# Stand Atlantic
Stand Atlantic est un groupe australien de pop punk, originaire de Sydney. Le groupe est composé de la chanteuse/guitariste Bonnie Fraser, du guitariste David Potter, du bassiste Miki Rich et du batteur Jonno Panichi.
Stand Atlantic se fait connaître sur la scène musicale australienne avec la sortie de leurs EP démo, Catalyst (2013) et A Place Apart (2015). Le groupe signe avec Rude Records en 2017, et sort le single Coffee at Midnight, qui leur vaut des critiques positives,. Ils sortent un EP, Sidewinder, en septembre 2017. Après avoir signé avec Hopeless Records en septembre 2018, le groupe sort son premier album Skinny Dipping en octobre 2018. Leur deuxième album, Pink Elephant, sort le 7 août 2020. Leur troisième album, F.E.A.R., sort le 6 mai 2022.

## Histoire

### Formation et premiers EP (2012–2017)
En 2012, les amis Bonnie Fraser (voix principale/guitare rythmique) et Arthur Ng (guitare principale), rejoints par David Potter (basse) et Jordan Jansons (batterie) forment un groupe sous le nom de What It's Worth. Le quatuor de pop punk commence à enregistrer des morceaux, et sort son premier single, Bulletproof Vest, en décembre 2012. En mai 2013, ils sortent leur premier EP démo, Catalyst, via des plateformes physiques et en ligne, suivi de la sortie de leur single suivant, Romeo. Ce dernier est accompagné de deux tournées nationales en Australie en soutien à leur premier EP. Début 2014, le groupe change de nom, passant de What It's Worth à Stand Atlantic. Le groupe sort son premier single sous ce nouveau nom, Breakaway, qui met en avant le nouveau son du groupe, en mars 2014. Il est accompagné d'une vidéo lyrique réalisée par des fans.
Stand Atlantic retourne en studio au cours du mois de novembre 2014, travaillant sur leur prochain EP démo, A Place Apart. Pendant cette période, Jansons quitte le groupe et est remplacé par Ethan Mestroni. Le premier single, Wasteland, sort en avril 2015 et l'EP studio plus tard le même mois. L'EP est enregistré par Rohan Kumar et mixé par Dave Petrovic. Le groupe tourne avec As It Is, State Champs, et Young Lions au cours de l'année 2015.
En 2016, le groupe tourne avec With Confidence avant de rejoindre Cute Is What We Aim For pour leur tournée du dixième anniversaire de l'album The Same Old Blood Rush with a New Touch. Il est également annoncé que le groupe jouera à Bondi-Blitz. Ils sortent une reprise de Break Free d'Ariana Grande sur Ghost Killer Entertainment en juin. En septembre 2016, le groupe annonce, via un post Facebook, le départ de Ng du groupe. Le post comprend également des informations sur le fait qu'ils travaillaient sur une nouvelle musique avec Stevie Knight.
Le 21 juin 2017, Stand Atlantic annonce sa signature avec Rude Records, devenant ainsi le premier groupe australien à le faire. Le groupe annonce plus tard dans la journée que le premier single du nouvel EP, Coffee at Midnight, serait diffusé en avant-première dans l'émission short.fast.loud de Triple J le soir même. Stand Atlantic annonce l'EP Sidewinder la semaine suivante, avec une date de sortie fixée au 15 septembre 2017. Le 23 juillet 2017, Stand Atlantic sort le deuxième single, Mess I Made, par l'intermédiaire de Hysteria Mag. Le 27 juillet 2017, ils annoncent qu'ils assureront la première partie de la tournée 20 Years of Pop/Punk de New Found Glory, jouant à guichets fermés dans toute l'Australie. Le groupe sort un autre single avant la sortie de l'EP, le titre Sidewinder en août. Stand Atlantic fait l'objet d'un article dans le numéro de septembre du magazine Rock Sound. L'EP atteint la 31e place des charts iTunes le jour de sa sortie. En octobre 2017, Stand Atlantic annonce qu'il assurerait la première partie des tournées européenne et britannique de ROAM,, à partir du mois de novembre. Il est annoncé en novembre que Stand Atlantic assurera la première partie de Knuckle Puck sur leur tournée australienne en janvier 2018. L'EP de Stand Atlantic, Sidewinder, se hisse à la 10e place du Top 50 des albums de 2017 de Rock Sound.
Stand Atlantic figure dans la liste des groupes les plus chauds de 2018 de Kerrang!. Il est annoncé fin février que Stand Atlantic jouerait au Slam Dunk Festival plus tard en 2018.

### Skinny Dipping(2018–2019)
Le 4 septembre 2018, Stand Atlantic annonce la diffusion de son single Lavender Bones en première sur Triple J plus tard dans la soirée. Un premier album est teasé et Triple J semble afficher le nom de l'album, Skinny Dipping. Stand Atlantic annonce qu'il avait signé avec Hopeless Records le 5 septembre 2018 et que son premier album, Skinny Dipping, sortirait en octobre 2018. Le 2 octobre, Stand Atlantic sort Lost My Cool, le deuxième single de leur premier album. Stand Atlantic sort Skinny Dipping, la chanson titre et le troisième single le 23 octobre. Il est diffusé en avant-première sur BBC Radio 1.
Le 5 juillet 2019, Stand Atlantic annonce officiellement que Miki Rich devient un membre permanent du groupe, alors qu'il tournait avec eux en tant que bassiste depuis 2017.

### Pink Elephant(2019–2020)
Lors de la tournée britannique/européenne de Stand Atlantic en août 2019, par le biais de nouveaux produits dérivés, ils ont annoncé un single qui sortirait en septembre intitulé Hate Me (Sometimes). Ils annoncent que le single ferait ses débuts sur la station de radio australienne Triple J le 16 septembre. Il sort officiellement le 17 septembre, accompagné d'un clip. Stand Atlantic annonce le 24 octobre qu'ils avaient commencé à travailler sur leur deuxième album. Le 11 février 2020, Stand Atlantic présente en avant-première le single Shh ! sur Triple J. Ils ont enchaîné avec le single Drink to Drown le 2 avril 2020, accompagné d'une vidéo mettant en scène leurs fans du monde entier. Le 13 mai 2020, Stand Atlantic dévoile le single Wavelength.
Le 25 juin 2020, Stand Atlantic sort le single Jurassic Park, accompagné d'un clip vidéo. Il est également annoncé que leur deuxième album studio, Pink Elephant, sortirait le 7 août 2020. Pink Elephant débute à la 23e place du ARIA Albums Chart.

### F.E.A.R.(depuis 2021)
Le 29 avril 2021, le groupe sort Deathwish, un titre qui contient Nothing,Nowhere, ainsi qu'un clip vidéo. Le 17 septembre, ils sortent Superglue avec Birds of Tokyo. Le 4 novembre 2021, ils sortent Molotov (OK), ainsi qu'un clip vidéo. Fraser déclare à propos des thèmes de la chanson : « Je suis allé dans une école chrétienne pendant 3 ans de ma vie et quand un pasteur dit 'tous les gays brûleront en enfer' pendant une assemblée, vous vous en souvenez et vous écrivez une chanson à ce sujet ».
Le 14 janvier 2022, ils sortent Pity Party avec Royal and the Serpent comme premier single de leur album F.E.A.R.. Ils sortent ensuite Hair Out (stylisé en minuscules) le 3 mars 2022, et sortent leur album F.E.A.R. le 6 mai 2022. Le 3 février 2023, le groupe sort le single Kill[H]er (stylisé en minuscules). Le 2 octobre 2023, le groupe annonce le prochain single SEX ON THE BEACH, qui sortira le 10 novembre.

## Discographie

### Albums studio
- 2018 : Skinny Dipping
- 2020 : Pink Elephant
- 2022 : F.E.A.R.

### EP
- 2013 : Catalyst
- 2015 : A Place Apart
- 2017 : Sidewinder

### Singles
- 2012 : Bulletproof Vest
- 2013 : Romeo
- 2014 : Breakaway
- 2015 : Wasteland
- 2017 : Coffee at Midnight
- 2017 : Mess I Made
- 2017 : Sidewinder
- 2018 : Lavender Bones
- 2018 : Lost My Cool
- 2018 : Skinny Dipping
- 2019 : Hate Me (Sometimes)
- 2020 : Shh!
- 2020 : Drink to Drown
- 2020 : Wavelength
- 2020 : Jurassic Park
- 2020 : Blurry
- 2020 : I'm Sorry (avec Mokita)
- 2021 : deathwish (feat. nothing,nowhere)
- 2021 : molotov [OK]
- 2022 : pity party (feat. Royal and the Serpent)
- 2022 : hair out
- 2022 : switchblade
- 2023 : kill[h]er

### Participations
- 2018 : Songs That Saved My Life, avec Your Graduation (reprise des Modern Baseball)